# Ками
Ками (яп. 神) — в синтоизме духовная сущность, бог. Согласно определению Мотоори Норинага, данном им в его комментариях к «Кодзики», ками именуются божества неба и земли, описанные в древних писаниях, и их тама (духи), обитающие в посвящённых им святилищах. Также ками могут именоваться люди, птицы, звери, поля и любая другая природа, обладающая исключительными качествами, внушающими трепет. При этом исключительность может подразумевать как положительные, так и отрицательные качества. Из определения Мотоори можно заключить, что под термин «ками» подпадает в том числе и то, что в других религиях именуется духами. По мнению известного языковеда Ооно Сусуму, слово «ками» происходит от древнего «каму», которое в основном употреблялось в значениях «гром, гроза», «страшный дикий зверь наподобие тигра или волка», «горы». По другой версии, «ками» сближается с айн. kamuy «бог, божество».
Японские боги могут жениться на человеческих девушках, а человеческие юноши могут соблазнять богинь. Также выдающиеся люди могут своими поступками заслужить божественный статус. Ками могут умирать, например, в Японии демонстрируется место, где по легенде умерла богиня Идзанами. Также они не обладают всеведением или всемогуществом, и за каждым из них закреплена своя сфера влияния. Даже верховному божеству приходится опираться на помощь подчинённых. Особенностью синтоистских богов, выделяющей их среди прочих, является то, что подчеркивается связь между людьми и ками. Согласно синтоизму, люди были не сотворены богами, а рождены ими.

## Ранги ками
В прошлом часть ками имела ранги аналогичные тем, что действовали при императорском дворе. Данные ранги присваивались самим императором и во многом влияли на ранг соответствующего ками святилища дзиндзя. Если чиновники имели 13 разрядов «бун», то у ками их было 15. Число же разрядов «кун» и «хин» у людей и ками совпадало — 12 и 4 соответственно. В данном случае имела место попытка перенести в Японию китайскую религиозную модель, в которой внутренняя организация богов повторяла государственную организацию. Тем не менее, бюрократизация ками не удалась, и они так и не стали полноценными двойниками государственных чиновников.

## Почитание ками
Ками не являются благостными существами. Наоборот, в них слились чувства опасности, страха и ощущение мощи, образующие вместе понятие некой повелевающей и непреклонной сверхъестественной силы. Поэтому если ками не будут соответствующим образом ублажены, их гнев не заставит себя долго ждать. Со временем ками в представлениях людей смягчились. Так, Ооно Сусуму отмечает, что в сборнике стихов «Манъёсю», датированном VIII веком, ками предстают как некая грозная сила, к которой редко обращаются с какой-либо просьбой. Однако в «Гэндзи моногатари», датированном X—XI веками, ками уже практически не воспринимаются карающей силой и в первую очередь спасают людей и помогают им. С точки зрения Ооно, эта перемена связана с влиянием буддизма. Несмотря на эти перемены, ками по-прежнему могут проявить свой гнев, если им не оказали должного почёта.
Существует несколько основных составляющих службы, призванной умилостивить ками. Главнейшей частью службы является угощение ками. В давние времена нередкими были кровавые жертвы. Тем не менее, ныне большинство ками не приемлют крови и мяса. Они предпочитают вегетарианские блюда и в первую очередь рис, а также продукты на его основе. В частности, хорошим подношением будет рисовое сакэ. Впрочем, позволить себе сакэ каждый день могут немногие божества и обычным меню является рис, вода и соль. Предложенная ками еда помещается на алтарь и, как считается, заряжается добродетелями божества. Вслед за этим заряженная ками пища съедается участвующими в ритуале людьми.
Другим популярным способом задобрить ками являются подарки. Их преподносят в особых случаях, в частности по праздникам. В «Уложениях годов Энги» приводится подробный список того, когда, какие и какому ками следует преподносить дары. Одним из важнейших даров при этом выступала ткань. Как и в случае слуг императора, качество, цвет и количество этой ткани были строго регламентированы. Третьим способом ублажения ками является чтение норито. Эти тексты далеки от христианских молитв и часто имеют не просительный, а информационный тон. Тем не менее, в норито встречаются и обращения к ками. Поэтому данный термин переводят как «молитвословие». Наконец, четвёртым способом задобрить бога является его развлечение. Для развлечения ками существует множество способов, включающих в себя такие вещи, как ритуальные пляски, борьбу сумо и театральные представления.
По значимости и масштабу служения ками можно разделить на три вида:
- Ежедневное почитание ками в кругу отдельной семьи. В этом случае ритуалом руководит глава семейства.
- Проводимая по особым случаям храмовая служба.
- Массовый праздник начинающийся с храмовой службы, но достигающий таких масштабов, что выходит за пределы святилища.

В общем случае все три варианта могут именоваться словом «мацури», но зачастую под ним подразумевают только последний пункт.
Ежедневное почитание ками является наиболее простым. Оно включает в себя лишь очищение и потчевание ками. По утрам блюдущий традиции глава семейства умывается, полощет рот и укладывает божественную еду синсэн на высокие подносы такацуки. Затем меняется вода для стоящих в вазах божественных деревьев сакаки, выступающих непременной частью домашнего алтаря. Наконец, зажигаются масляные светильники и еда помещается на алтарь. Вся семья выполняет ритуал, состоящий из двух поклонов, двух хлопков и ещё одного поклона. Данный ритуал выполняет ту же роль, что и осенение себя крестом в христианстве. На этом ритуал заканчивается, и все приступают к еде.

## Виды ками

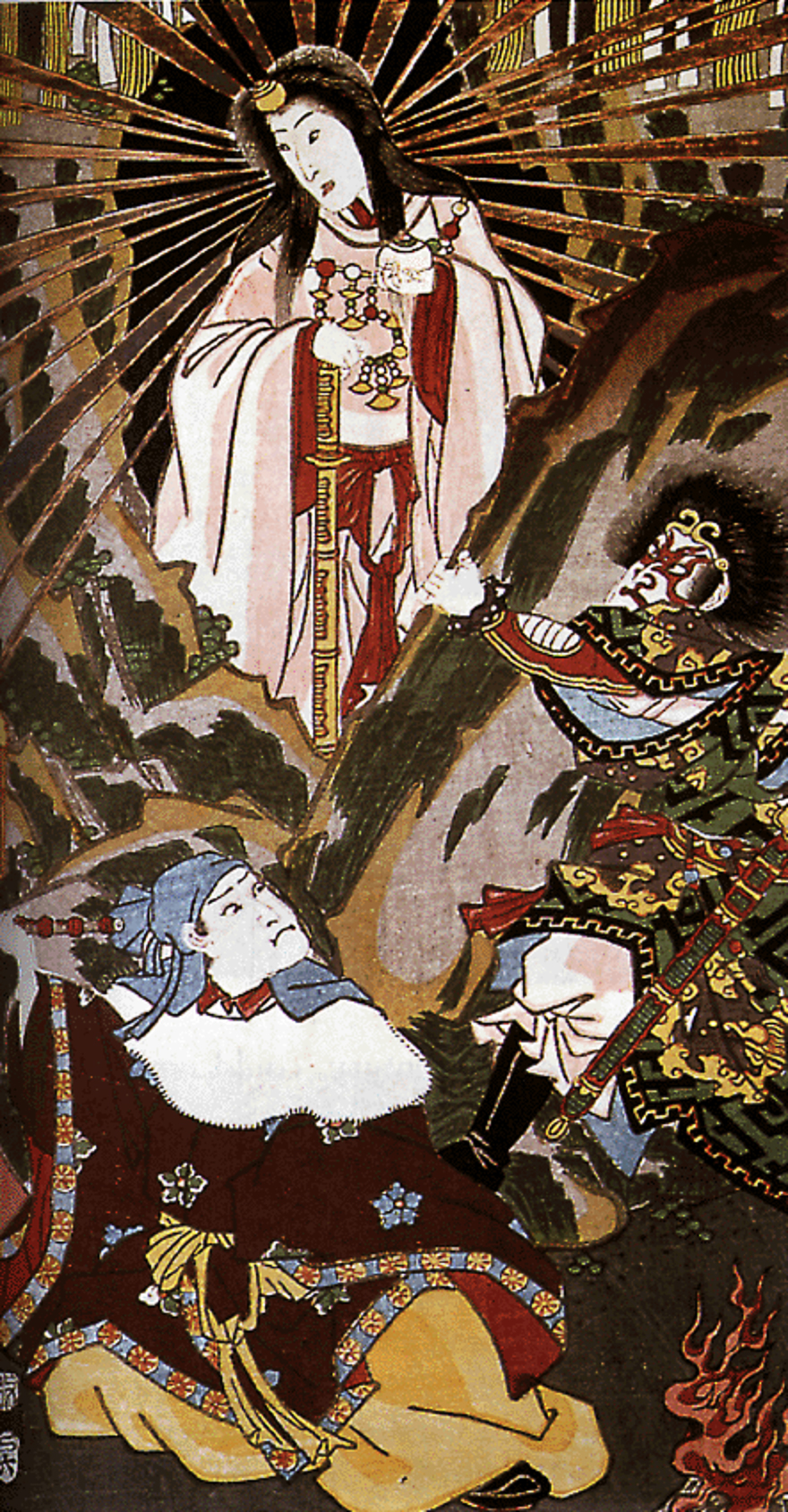
Аматэрасу, одна из главных богинь синтоизма

Существует множество различных ками и, более того, они могут принадлежать различным конфессиям — что, однако, не является уникальной особенностью Японии. Например, в Китае можно встретить одновременное поклонение буддийским и даосийским божествам. Основным источником заимствований божеств выступает буддизм, заполнивший нишу, связанную со смертью и загробным миром. После революции Мэйдзи, в рамках борьбы за чистоту японского духа была предпринята попытка разделить ками и будд между собой. В связи с этим множество существовавших на тот момент смешанных святилищ должны были определиться, исповедуют они синтоизм или буддизм. Однако, как только идеологический контроль был снят и Япония была признана светским государством, религии смешались вновь.
Среди ками можно выделить несколько групп. Наименее персонифицированными являются безымянные ками, именуемые «яоёродзу-но ками», что значит «восемь мириад ками» или «бесконечное множество ками». Не имея собственных имён, безымянные природные ками именуются по области, которую они олицетворяют. Например, «божество ветра» или «божество гор». Подобные ками лишены какой-либо индивидуальности и свободно перетекают друг в друга. Так, например, весной ками гор спускается в долины и превращается в ками полей. Когда же урожай собран, он возвращается в горы и вновь становится ками гор. Также для каждого места существует владеющий данной территорией ками, называемый дзинусигами. Если человек собирается использовать принадлежащую ками землю, он должен сначала задобрить местного дзинусигами. Соответствующий обряд до сих пор проводится даже при строительстве атомной электростанции или космодрома. Некоторые из безымянных ками под влиянием других религий обрели собственный образ. Так, например, ками ветра стал изображаться с огромным мешком, в котором он хранит ветер. Однако, большая часть безымянных ками собственного образа лишена. Несмотря на то, что существуют персонифицированные ками, отвечающие за ту же область, что и безымянные, почётом пользуются и те, и другие. Так, безымянный ками ветра сосуществует с персонифицированным богом ветра Сусаноо. Некоторые из безымянных божеств впоследствии становятся настолько известными, что обретают свои собственные имена. Наиболее известным примером такого ками является Инари.
Вместе с культом природных ками, в качестве ками почитаются и духи предков. Каждый японский клан имел собственного ками прародителя, также как в настоящее время императорский род почитает своей прародительницей Аматэрасу. Данные ками именовались удзигами и были главными божествами соответствующего рода. Сами же члены клана, считавшиеся детьми удзигами, именовались удзико. Однако когда один клан подчинял себе другой, победители требовали, чтобы побеждённые почитали их удзигами. Благодаря этому понятие удзико постепенно расширилось от прямого потомка удзигами до простого члена общины, находящейся под покровительством соответствующего божества. Удзигами же из родового божества стал превращаться в божество, покровительствующее конкретной территории. Данный процесс ускорился в средневековье, когда люди стали с лёгкостью менять место жительства. В настоящее время удзико может считаться даже иностранец. Однако для этого он должен стать полноправным членом местной общины, что является достаточно сложной задачей. Несмотря на это, особые ревнители традиций могут выделять также и собственных убусуна-но ками — ками, покровительствующих месту рождения человека. По отношению к этому ками человек является убуко. Если удзигами при переезде меняется, то убусуна-но ками всегда остаётся неизменным.
После того как человек умирает, он также становится ками. Сразу после своей смерти человек становится буйным духом «аратама». Для его успокоения следует оказывать умершему знаки внимания и проводить соответствующие церемонии. Спустя несколько лет душа становится спокойным духом «нигитама» и, наконец, спустя 33 года становится ками, сливаясь с душами предков. Считается, что эти души дважды в год возвращаются на землю, чтобы встретиться со своими потомками. Первый раз мёртвые возвращаются в новогодние праздники, изначальный смысл которых заключался в том, чтобы встретить предков. Второй раз мёртвые возвращаются летом, во время фестиваля Обон. В это время полагается навещать могилы своих предков, как бы далеко они ни находились. Правда, некоторые современные японцы предпочитают посещать могилы виртуально, через интернет, а дни праздника использовать в качестве отпуска.
Хотя обычно мёртвые почитаются лишь как абстрактные духи предков, некоторые из них сохраняют свою индивидуальность и становятся самостоятельными божествами. Данная практика зародилась из страха перед местью невинно убитых людей, при жизни обладавших значительной властью. Первые письменные свидетельства персонального обожествления относятся к началу IX века, когда император Камму повелел построить храм в честь членов императорской семьи и знати, умерших насильственной смертью. К 863 году таковых набралось уже шесть человек, и вскоре их число возросло до восьми. Сохранились упоминания о том, что некоторые из них впоследствии даже стали удзигами. Также мстительному характеру этой восьмёрки приписывали все беды, происходящие в стране.
Число невинно убиенных или заслуживших при жизни особый почёт людей, впоследствии ставших ками, достаточно велико. Так, например, ками стали Ода Нобунага, Тоётоми Хидэёси и Токугава Иэясу, которые в начале XVII века прекратили период междоусобиц и объединили страну воедино. И хотя большая часть подобных личностей стала ками после смерти, некоторые люди почитались ками ещё при жизни. В первую очередь к живым ками, именуемым икигами, относились императоры Японии. Несмотря на то, что после капитуляции Японии император Хирохито отрёкся от звания икигами, многие продолжают именовать императоров именно так. Также данного титула удостаиваются люди, особо выделяющиеся своими духовными качествами. На официальном уровне в ставшем светским японском государстве этот титул трансформировался в «национальное сокровище». Такой титул в Японии носит несколько десятков человек.
Помимо вышеперечисленных ками, в синтоизме присутствует ряд божеств, заимствованных из других религий. Иностранные боги рассматривались японцами как разновидность ками, пусть и чужих. И если японцы считали, что чужое божество обладает полезными способностями, оно начинало почитаться наравне с местными божествами. Благодаря этому в число ками попали и даосские святые, и индусские девы, и будды с бодхисаттвами. Наибольшую популярность среди ставших ками бодхисаттв обрёл бодхисаттва Дзиздо, чьи каменные изваяния можно увидеть не только в храмах, но и на обочинах дорог. Другим примером заимствования богов могут служить Семь богов счастья.
Наконец, отдельную группу составляют божества, описанные в официальной мифологии «Кодзики» и «Нихон сёки». Данные божества делятся на небесных и земных. Это деление было заимствовано из Китая и законодательно закреплено в 645 году. В Китае деление на небесных и земных божеств подразумевало под небесными богами богов, живущих на небе или олицетворяющих небесные стихии. Данные боги занимали главенствующее положение и распоряжались судьбами людей. Земные же боги скорее соответствовали духам, которых следовало почитать лишь в той степени, которая необходима, дабы бог не сделал какую-то пакость. В Японии, однако, оба типа богов пользуются равным почётом. Кроме того, земные боги порой олицетворяют небесные стихии. Примером здесь может быть бог ветра Сусаноо, выступающий братом богини солнца Аматэрасу и тем не менее почитаемый как земное божество. Связано это с тем, что, в отличие от Китая, в Японии боги разделялись скорее по «политическим» соображениям. Божества, находящиеся в родстве с Аматэрасу и лояльные к ней, стали небесными. Те же божества, которые выступали против Аматэрасу и её потомков и лишь потом покорились, перешли в разряд земных.
Первых, самых высших ками трое, их имена: Амэ-но Минакануси, Такамимусуби и Камимусуби. Высшие ками не имеют пола и внешних признаков. После них появляются ещё четыре ками, связанных с природными объектами. Пятая пара богов (Идзанаги и Идзанами) обращает жидкую землю в твердь, начиная тем самым историю мира.
По одной из версий, от брака Идзанаги и Идзанами рождаются острова, из которых состоит Япония, и боги-духи, которые должны эту страну населить. Постепенно острова наполняются горами и лесами, хозяевами которых считаются рождённые здесь ками. Старшая же дочь от этого брака, Аматэрасу, владеет «равниной высокого неба», являясь главным божеством пантеона ками.
Наряду с собственно ками, японский исследователь Ока Macao выделял следующие типы духов, божеств или особых сил, фигурирующих в синто и японской культуре: моно, присущее человеку или природным объектам; тама, или душа, которая есть у людей и предметов, но имеет и более широкое значение; марэбито, духи предков или призраки; а также небесные тела и стихии.
Существуют храмы, где почитаются духи известных при жизни людей. В синтоизме поклоняются Тэндзину (с яп. — «Небесный бог»), которого при жизни звали Сугавара Митидзанэ. Он был поэтом и учёным IX века, близким к императорскому дому. В 901 году род Фудзивара, правивший в то время Японией, решил избавиться от Сугавары, дав должность на Кюсю, фактически отправив его туда в изгнание, где он вскоре и умер. В годы после его смерти в столице бушевали пожары, ливни, наводнения и болезни, в результате которых умер принц Ясуакира. Эти события трактовались как месть со стороны духа Сугавары. В X веке его обожествили в качестве ками Тэндзина, бога науки, и стали воздвигать храмы в его честь.

## Ками и буддизм
Пришедший в Японию буддизм не враждовал с другими религиями и признавал их богов. К ками он отнёсся так же, как и к другим божествам: они рассматривались как страдающие существа, нуждающиеся в спасении. С этой целью к синтоистским храмам были приставлены буддийские монахи, зачитывающие для ками буддийские сутры. Сохранились записи о том, что некоторые ками сами просили направить их по пути спасения и воздвигать им буддийские храмы. Так, например, в 715 году своему священнику явился ками по имени Кэхи и заявил, что желает следовать пути Будды, а также хочет, чтобы для него построили храм. Требование было выполнено, и на территории синтоистского святилища в честь Кэхи появился и буддийский храм. Подобные храмы стали именоваться дзингудзи. Первое упоминание о них относится к правлению жившей в седьмом веке Саймэй. Вместе с этим, так же как и в случае с индийскими божествами, ками были включены в число защитников Будды и стали рассматриваться как покровители буддизма. Первым таким защитником стал Хатиман. Подобно тому как Будда почитался на территории храмов ками, со временем буддийские храмы также обзавелись святилищами ками, защищающих Будду.
Тем не менее, ками могли наслать кары, если буддийский храм был воздвигнут без их разрешения. Так, в 773 году был разрушен храм, на который пошли деревья из священной рощи. В 771 году правитель заболел, когда в основу буддийского храма был заложен камень со священной горы. Подобные свидетельства стали часто появляться в конце VIII века, что говорит о росте статуса синто в глазах населения. Ками перестали быть просто страдающими существами и стали самостоятельной силой, необходимой для поддержки буддизма.
С развитием буддизма в Японии появились собственные буддийские школы Тэндай и Сингон. Первая из этих школ, Тэндай, заложила основы новой теории, что ками являются не нуждающимися в спасении страдающими грешниками, а воплощениями будд и бохисаттв. В конце периода Хэйан для большей части главных ками были найдены их исконные сущности хондзи. Однако будды всё же продолжали главенствовать над ками. Спустя 400 лет после смерти основателя Тэндай, Сайтё, была сделана первая попытка систематизировать тэндайскую версию буддизма. Ею стал труд «Ётэнки», опирающийся на цитату из Сутры Цветка Милосердия, в которой Будда Шакьямуни утверждает, что, уйдя в нирвану, пошлёт пресветлых богов в дурные миры. Эта цитата стала одним из главных аргументов в защиту буддийской интерпретации синто и многократно цитировалась не только в традициях Тэндай, но и других учениях. Однако найти место сутры, из которого взята эта цитата, так никому и не удалось.
С началом эпохи Камакура реальная власть перешла к сёгунам. В Японии начался кризис, в связи с которым лидеры буддийских движений стали объявлять конец света, и многие лидеры необуддизма стали заявлять, что поклонение ками лишено смысла. Однако в 1274 и 1281 годах благодаря тайфуну, уничтожившему флот вторжения, Япония дважды была спасена от захвата монголами. Японцы посчитали, что данный ветер был послан защищающими их ками, и назвали его «камикадзэ». В отличие от ками, Будда не смог спасти Китай от монголов. Этот случай значительно поднял авторитет ками в глазах населения. Тогда же возникла концепция о том, что Япония — страна ками. Во время революции Мэйдзи ками и будды были законодательно разделены. Конец XIX века ознаменовался призывами «уничтожить Будду, убить Шакью».